# Pygopleurus cyanescens
Pygopleurus cyanescens är en skalbaggsart som beskrevs av Edmund Reitter 1890. Pygopleurus cyanescens ingår i släktet Pygopleurus och familjen Glaphyridae. Inga underarter finns listade i Catalogue of Life.